# بوب لوغمان
بوب لوغمان ويبور (بالإنجليزية: Bob Loughman Weibur)‏ (مواليد 8 مارس 1961) سياسي، ورئيس وزراء جمهورية فانواتو اعتبارًا من 20 أبريل 2020.
انتخب لأول مرة في البرلمان كنائب عن تانا في الانتخابات العامة في 6 يوليو 2004. وأعيد انتخابه في عامي 2008 و2012. بعد تغيير في الحكومة، في مارس 2013، عينه رئيس الوزراء الجديد موانا كاركاس وزيرًا للتعليم.